# Głowno (gmina w powiecie brzezińskim)
Głowno (do 1870 i od 1925 miasto Głowno) – dawna gmina o nieuregulowanym statusie istniejąca w latach 191?-1925 w woj. łódzkim. Siedzibą władz gminy była osada miejska Głowno.
Do 31 maja 1870 Głowno było miastem i stanowiło odrębną gminę miejską; po odebraniu Głownu praw miejskich i przekształceniu w osadę, miejscowość została włączona do gminy Bratoszewice (powiat brzeziński, gubernia piotrkowska).
Podczas I wojny światowej niemieckie władze zaborcze przywróciły Głownu samorząd miejski, lecz po przejściu pod zwierzchnictwo polskie miejscowość nie została zaliczona do miast. Gmina stanowiła odtąd jednostkę o nieuregulowanym statusie, choć zaliczana była do gmin wiejskich; w 1921 roku liczyła 2422 mieszkańców i składała się z samego Głowna.
Jako gmina nie-miejska jednostka formalnie przestała funkcjonować 14 stycznia 1925 roku w związku z rozciągnięciem dekretu z dnia 4 lutego 1919 r. o samorządzie miejskim na Głowno i przedmieście Swoboda i zaliczeniem Głowna do miast (gmin miejskich).
Obecna gmina Głowno jest nowym tworem (od 1973) o zupełnie innych granicach i obszarze.